# 高久進
高久 進（たかく すすむ、1933年1月11日 - 2009年7月22日）は、日本の脚本家。福島県河沼郡会津坂下町出身。福島県立会津高等学校卒業、早稲田大学教育学部卒業。池田和雄や井口真吾などの別名義を用いていた場合もあった。

## 略歴
大映東京撮影所にシナリオ研究生として入るが、デビュー作は、新東宝の『九十九本目の生娘』（監督・曲谷守平 主演・菅原文太、1959年）である。高岩肇に師事した。
1960年代後半からメインの執筆活動を劇映画からテレビ作品に移し、アクションドラマ・時代劇・特撮・アニメと幅広いジャンルの作品にシナリオを数多く残した。『Gメン'75』のメインライターでもある。また、刑事ドラマや特撮では「戦争の傷痕」をテーマにしたエピソードを多く執筆している。
門下には、『秘密戦隊ゴレンジャー』などで共同執筆を手掛けた新井光がいた。
スーパー戦隊シリーズなどで共に執筆した脚本家の曽田博久は、高久について多くのライターの中で別格の風格であったと述べている。
2009年7月22日午前10時58分、急性呼吸不全のため死去。76歳没。

## 参加作品

### テレビ
太字はメインライターを担当した作品。
- 特別機動捜査隊
- 宇宙Gメン
- ミスター・シャネル
- 東京警備指令 ザ・ガードマン
- 土曜日の虎
- 八州犯科帖
- 忍者部隊月光
- 悪魔くん
- マグマ大使
- キャプテンウルトラ
- コメットさん （第一期）
- 光速エスパー [注釈 1]
- 怪獣王子
- ローンウルフ 一匹狼
- キイハンター
- 東京バイパス指令
- サイボーグ009
- ゲゲゲの鬼太郎（第1シリーズ）
- ばくはつ五郎
- スペクトルマン
- 美しきチャレンジャー
- 好き! すき!! 魔女先生
- 快傑ライオン丸
- 変身忍者嵐
- シークレット部隊
- 緊急指令10-4・10-10
- デビルマン[4]
- マジンガーZ[5]
- 魔人ハンター ミツルギ
- イナズマン
- イナズマンF
- 電撃!! ストラダ5
- GO!GOスカイヤー
- アイフル大作戦
- キューティーハニー[6]
- ザ・ボディガード
- 電人ザボーガー
- バーディー大作戦
- グレートマジンガー[7]
- 勇者ライディーン
- ザ★ゴリラ7
- スーパー戦隊シリーズ
  - 秘密戦隊ゴレンジャー
  - ジャッカー電撃隊
  - バトルフィーバーJ
  - 電子戦隊デンジマン
  - 太陽戦隊サンバルカン
  - 恐竜戦隊ジュウレンジャー
  - 五星戦隊ダイレンジャー
  - 忍者戦隊カクレンジャー
  - 超力戦隊オーレンジャー
- 影同心
- Gメン'75
- ゲッターロボG
- 大空魔竜ガイキング[8]
- 隠し目付参上
- ブロッカー軍団IVマシーンブラスター
- プロレスの星 アステカイザー
- 特捜最前線 [注釈 2]
- 冒険ファミリー ここは惑星0番地
- 一発貫太くん
- スパイダーマン
- 百獣王ゴライオン [注釈 3]
- メタルヒーローシリーズ
  - 宇宙刑事ギャバン
  - 宇宙刑事シャリバン
  - 超人機メタルダー
  - 世界忍者戦ジライヤ
  - 機動刑事ジバン
  - 特警ウインスペクター
  - 特救指令ソルブレイン
- 西部警察 PART-III
- 星雲仮面マシンマン
- 兄弟拳バイクロッサー
- スーパーポリス
- 魁!!男塾[9]
- はぐれ刑事純情派シリーズ
- 火曜サスペンス劇場「弁護士・高林鮎子」[注釈 4]
- 土曜ワイド劇場
- ロス警察'94
- ザ・サスペンス
- Wの悲劇（テレビ版）

### 映画
- 九十九本目の生娘
- 決斗の谷
- にっぽんGメン 摩天楼の狼
- 東京新撰組
- 姿なき追跡者[注釈 5]
- 忍者部隊月光
- 脂のしたたり
- 黄金バット
- 出獄の盃
- 少年ジャックと魔法使い
- 吸血鬼ゴケミドロ
- 昆虫大戦争
- ルパング島の奇跡　陸軍中野学校
- マジンガーZ対デビルマン [注釈 6]
- 飛び出す立体映画 イナズマン
- マジンガーZ対暗黒大将軍
- グレンダイザー ゲッターロボG グレートマジンガー 決戦! 大海獣
- スパイダーマン
- 仮面ライダー 8人ライダーVS銀河王
- 北斗の拳
- 超人機メタルダー

### テレビゲーム
- 鬼武者2
- バイオハザード2

### その他
- 豹マン（1967年8月、パイロットフィルム版）